# Loughrea
Loughrea (iriska: Baile Locha Riach) är en ort i republiken Irland.   Den ligger i grevskapet County Galway och provinsen Connacht, i den centrala delen av landet, 150 km väster om huvudstaden Dublin. Loughrea ligger 84 meter över havet och antalet invånare är 5 062.
Terrängen runt Loughrea är huvudsakligen platt, men åt sydväst är den kuperad. Terrängen runt Loughrea sluttar norrut. Runt Loughrea är det glesbefolkat, med 10 invånare per kvadratkilometer. Loughrea är det största samhället i trakten. Trakten runt Loughrea består i huvudsak av gräsmarker.